# Wahpeton (North Dakota)
Wahpeton is een plaats (city) in de Amerikaanse staat North Dakota, en valt bestuurlijk gezien onder Richland County.

## Demografie
Bij de volkstelling in 2000 werd het aantal inwoners vastgesteld op 8586.
In 2006 is het aantal inwoners door het United States Census Bureau geschat op 7907, een daling van 679 (-7,9%).

## Geografie
Volgens het United States Census Bureau beslaat de plaats een oppervlakte van
12,9 km², geheel bestaande uit land. Wahpeton ligt op ongeveer 294 m boven zeeniveau.

## Plaatsen in de nabije omgeving
De onderstaande figuur toont nabijgelegen plaatsen in een straal van 20 km rond Wahpeton.

## Geboren
- Sam Anderson (13 mei 1945), acteur